# Andy Rhodes
Andrew Charles Rhodes (Doncaster, 23 agosto 1964) è un ex calciatore e allenatore di calcio scozzese.

## Biografia
È il padre di Jordan Rhodes, anch'egli calciatore.

## Carriera
Durante la sua carriera ha vestito le maglie di Barnsley, Doncaster, Oldham, Dunfermline, St. Johnstone, Airdrieonians e Scarborough.